# Edward Dixon
Edward Weah Dixon (Monrovia, 8 maggio 1976) è un ex calciatore liberiano, di ruolo centrocampista.

## Carriera

### Nazionale
Ha debuttato in Nazionale nel 1998. Ha partecipato, con la Nazionale, alla Coppa d'Africa 2002. Ha collezionato in totale, con la maglia della Nazionale, 8 presenze.